# Савранка (струмок)
Струмок Савранка (або без назви) — річка  в Україні, у Піщанському й Чечельницькому  районах Вінницької області. Ліва притока Саврані  (басейн Південного  Бугу).

## Опис
Довжина річки 11 км. Формується з багатьох безіменних струмків та водойм.  Площа басейну 41,3 км².

## Розташування
Бере  початок у селі Рудницькому. Тече переважно на південний схід і між Козлівкою й Лугами впадає у річку Саврань, праву притоку Південного Бугу.
Річку перетинає автомобільна дорога Т 0225